# Anisomeridium verrucosum
Anisomeridium verrucosum är en lavart som först beskrevs av Makhija & Patw., och fick sitt nu gällande namn av R. C. Harris. Anisomeridium verrucosum ingår i släktet Anisomeridium och familjen Monoblastiaceae.   Inga underarter finns listade i Catalogue of Life.